# M/S ST. Damian
M/S ST. Damian är ett fartyg som tidigare gått i Östersjön på olika linjer.
Mellan 1972 och 1976 hette fartyget M/S Viking 3 och tillhörde Viking Line.
År 1976 såldes hon till Oy Vasa-Umeå Ab, Vasa, Finland, för 42,5 miljoner SEK, döptes om till Wasa Express, och trafikerade linjerna Vasa – Umeå/Örnsköldsvik/Sundsvall. I september 1982 köptes Oy Vasa-Umeå Ab upp av Rederi Ab Sally, men med ett kort avbrott fortsatte fartyget att trafikera Kvarken.
År 1988 såldes hon till Eckerölinjen och döptes om till M/S Roslagen och insattes på rutten Eckerö–Grisslehamn. Fartyget såldes 2007 till grekiska köpare och i samband med det bytte namn till M/S Ionian Spirit. 2017 såldes det åter och heter sedan dess M/S ST. Damian.

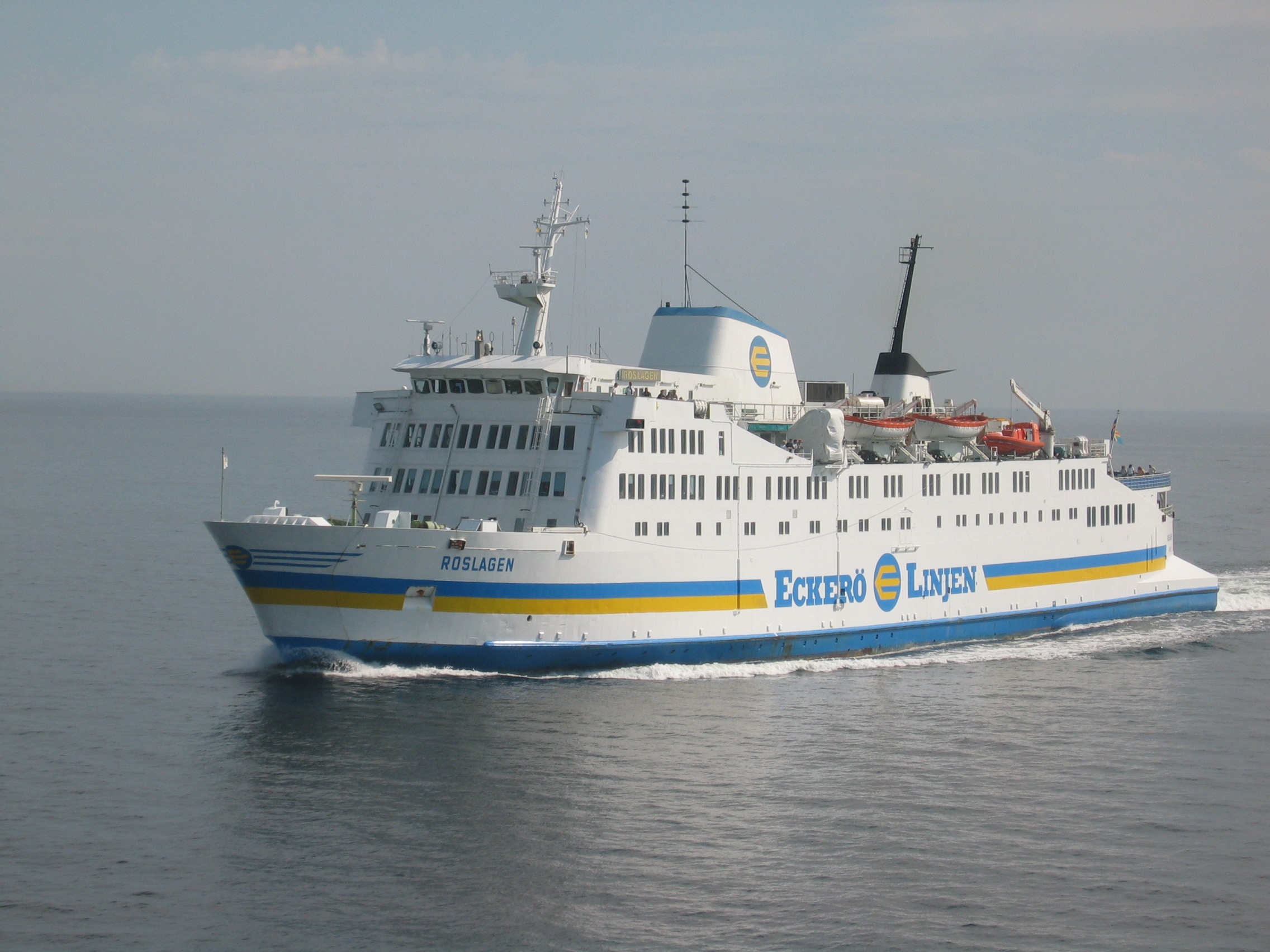
M/S Roslagen 2003.